# Eugeniusz Banasiński
Eugeniusz Banasiński (ur. 9 grudnia 1886 w Jurkowie na Kielecczyźnie, zm. 1 stycznia 1964 w Mumbaju, Indie) – doktor filozofii, dyplomata.

## Życiorys
Uczył się w gimnazjum w Pińczowie i Kielcach, skąd w 1905 został wydalony za walkę o szkołę polską. W 1912 ukończył studia na uniwersytecie we Fryburgu w Szwajcarii.
W latach 1914–1919 pracował na Syberii w polskiej organizacji politycznej przy tworzeniu Dywizji Syberyjskiej. Od 1920 do 1923 uczył w gimnazjum polskim im. H. Sienkiewicza w Harbinie w Mandżurii. Od 1923 redagował „Dział Handlowo-Przemysłowy”, dodatek do „Tygodnika Polskiego”, redagowanego w Harbinie przez Kazimierza Grochowskiego.
W 1925 wrócił do kraju. Zaraz jednak skierowany został do Japonii, gdzie od 1 czerwca 1925 do 30 kwietnia 1931 kierował wydziałem konsularnym przy Poselstwie Rzeczypospolitej Polskiej w Tokio. Od 1 grudnia 1931 do 31 marca 1932 pracował w wydziale konsularnym przy Poselstwie Rzeczypospolitej Polskiej w Moskwie. 1 stycznia 1933 założył pierwszą polską placówkę konsularną na terenie Indii, w Bombaju.
Przy współudziale żony Kiry Banasińskiej, która była kierownikiem placówki Polskiego Czerwonego Krzyża w Indiach, oraz wicekonsula Tadeusza Lisieckiego, zorganizował z pomocą Indyjskiego Czerwonego Krzyża obóz przejściowy dla dzieci polskich w Bandrze na przedmieściach Bombaju. Dzieci te zostały potem przewiezione do Balachadi, gdzie maharadża Jam Saheb Digvijay Sinhji wybudował Polish Children Camp.

## Publikacje
Efektem pobytu Banasińskiego w Azji był szereg książek i artykułów, m.in.:
- Japonia współczesna. Sprawozdanie ekonomiczne (Warszawa 1927),
- Rynek japoński a nasza ekspansja gospodarcza (w: Polacy na Dalekim Wschodzie, Harbin 1928),
- Japonia-Mandżuria. Studium polityczno-ekonomiczne (Warszawa 1931),
- Korea, ogólna charakterystyka stosunków politycznych w latach 1860–1919 (Przegląd Polityczny, 1932),
- Rzut oka na sytuację polityczna Indii (Polityka Narodów, 1932),
- Mongolia (Wiadomości Służby Geograficznej”, nr 3, 1932).

## Ordery i odznaczenia
- Złoty Krzyż Zasługi (1939)[8]
- Srebrny Krzyż Zasługi (9 listopada 1931)[9]
- Medal Dziesięciolecia Odzyskanej Niepodległości[4]